# Гончаренко, Алексей Алексеевич
Алексе́й Алексе́евич Гончаре́нко (укр. Олексій Олексійович Гончаренко; род. 16 сентября 1980, Одесса, Украинская ССР, СССР) — украинский политический деятель. Депутат Верховной Рады Украины VIII и IX созывов, член фракции «Европейская Солидарность». Председатель Одесского областного совета с 14 августа по 21 ноября 2014 года, депутат Одесского городского совета V и VI созывов (2006—2014). С января 2024 года является президентом комитета Парламентской ассамблеи Совета Европы по миграции и беженцам. Ведущий шоу «Гончаренко рулит» на «5 канале».

## Биография

### Образование и карьера
Учился в одесских школах № 62, № 35, гимназии № 2, которую окончил в 1996 году, после чего как дипломант олимпиады по биологии поступил в Одесский государственный медицинский университет на государственную форму обучения без экзаменов (по результатам собеседования).
Медицинский университет окончил в 2002 году с отличием. Во время обучения в университете начал заниматься политической деятельностью, вступил в Партию зелёных Украины, руководил её молодёжным отделением в одесском регионе, которое получило название «Зелёнка». Согласно биографии на его официальном сайте, уже к моменту окончания учёбы в университете утвердился в намерении посвятить себя общественно-политической стезе, а не медицине.
С 1999 по 2001 год работал в службе «скорой помощи». C 2002 по 2005 годы обучался в Академии народного хозяйства при Правительстве Российской Федерации, расположенной в Москве, где получил второе высшее образование по специальности «Экономика и финансовый менеджмент».

### Политическая деятельность

#### В Одесской области
В 2001 году Гончаренко избрали руководителем молодёжной организации Одесского областного отделения Партии зёленых Украины. В 2002 году, в возрасте 21 года, он в первый раз баллотировался в Одесский городской совет по округу на посёлке Таирова, но безуспешно.
После выборов работал помощником депутата горсовета. Одновременно поступил на второе высшее образование в Академию народного хозяйства при Правительстве РФ в Москве (Высшая школа финансового менеджмента). Окончил Академию в 2005 году, получив высшее экономическое образование.
В 2005 году Гончаренко избрали председателем Одесской городской организации партии «Союз».
В конце 2005 года Одесская областная и городская организации Партии «Союз» влились в Партию регионов как главную оппозиционную силу. В составе Партии регионов и был избран в Одесский городской совет в 2006 году.
На местных выборах в октябре 2010 года баллотировался в Одесский областной совет по мажоритарному округу, состоящему из Приморского и Суворовского районов. Победил с огромным отрывом от конкурентов, набрав 57 тысяч голосов. В областном совете избран заместителем председателя. Во время своей работы в одесском облсовете высказывался в пользу предоставления русскому языку статуса второго государственного и в пользу расширения его присутствия в школьном образовании.
7 августа 2012 года зарегистрирован кандидатом в народные депутаты Украины по 133 мажоритарному округу (Киевский район Одессы). По предварительным данным он с 20,6 % голосов проиграл лидеру партии «Родина» Игорю Маркову, набравшему 26,6 %. 31 октября Гончаренко сделал официальное заявление, в котором признал своё поражение.
До событий Евромайдана являлся членом «Партии регионов», где занимал проукраинскую позицию но после эскалации противостояния, вышел из «Партии регионов» и покинул пост первого заместителя председателя Одесского областного совета, когда Виктор Янукович ещё оставался президентом. В 2014 году, во время проведения референдума о статусе Крыма, приехал на полуостров выступать против отделения Крыма от Украины.
Во время событий 2 мая в Одессе Алексей Гончаренко заявил в прямом эфире телевизионной передачи Шустер-Live: «Мы снесли лагерь сепаратистов». Позже он уточнил, что сепаратистами называет тех людей, которые публично и вслух заявляли о том, что они хотят либо видеть эту территорию в составе другого государства, либо отделиться от этого государства и стать самостоятельными, берут в руки оружие холодное или даже огнестрельное, и нападают. Такие высказывания позволили ряду одесских политиков обвинить Гончаренко в причастности к этим событиям и убийствам людей. Но Приморский районный суд Одессы назвал такие заявления ложными. Сам Алексей Гончаренко считает, что «2 мая 2014 года — трагическая страница в истории Одессы, но также это день, когда одесситы не дали осуществить донбасский сценарий в нашем городе. И тем самым спасли не только Одессу, но и всю Украину».

#### Народный депутат Украины
На выборах в Верховную Раду 26 октября 2014 года избран народным депутатом по списку партии Блок Петра Порошенко. После избрания депутатом Верховной Рады Гончаренко сложил с себя полномочия главы Одесского облсовета.
В июле 2015 года в прямом эфире передачи «Шустер Live» выяснилось, что Алексей Гончаренко получал инструкции от главы СБУ Василия Грицака. Когда Гончаренко стал показывать на своём смартфоне фотографии задержания и ареста крупной суммы денег у одного из руководителей суда в Херсонской области, на экране появилось push-сообщение от Грицака: «Говорить о Службе, про то, что она меняется, начинает работать, а не пиариться». Сам Гончаренко это объяснил тем, что сам написал главе СБУ Грицаку и попросил прислать информацию о свежих фактах обнаружения коррупционеров.

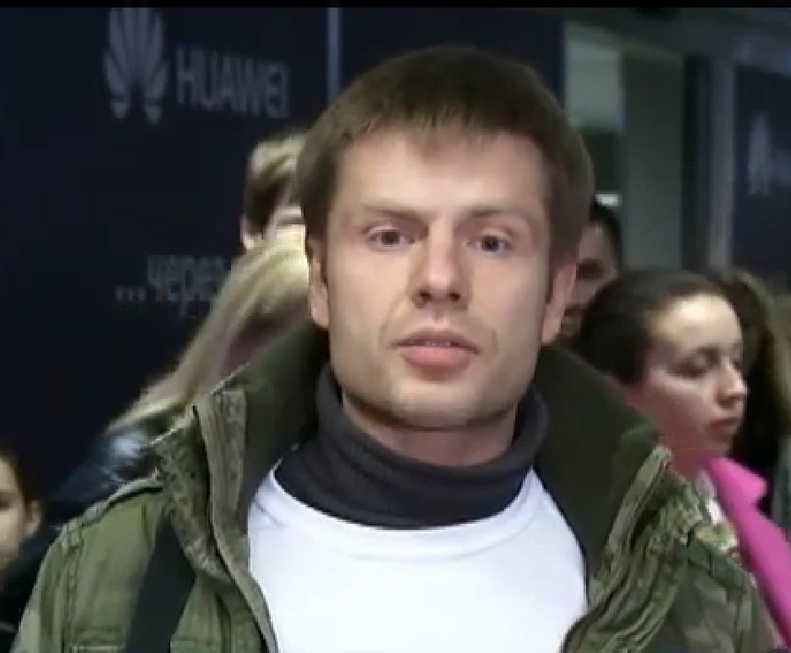
Алексей Гончаренко в 2015 году

Вместе с депутатом Верховной рады Украины Юлием Мамчуром, Алексей Гончаренко устроили символическое награждение турецкого пилота, сбившего российский самолёт в небе над Сирией 24 ноября 2015 года символическим орденом.
1 февраля 2016 года парламентская фракция БПП предварительно выдвинула Алексея Гончаренко на пост министра здравоохранения. Депутат Сергей Лещенко заявил об отсутствии кворума и нарушения Положения о фракции в ходе этой процедуры, позже глава фракции Юрий Луценко указывал, что эти кандидатуры ещё не утверждены.
23 февраля 2017 года стало известно об исчезновении Гончаренко. Первым об этом сообщил народный депутат Александр Бригинец, назвав главной версией похищение. Информацию подтвердила прокуратура Одесской области, а также СБУ и генеральный прокурор Украины Юрий Луценко. Через пару часов депутат нашёлся, заявив, что похищение было инсценировкой в рамках проводимой спецоперации. Злоумышленники хотели похитить Гончаренко и причинить тяжкие телесные повреждения. По данным прокуратуры Одесской области, по подозрению в попытке похищения депутата были задержаны три человека. Одним из организаторов похищения Гончаренко был депутат от «Оппоблока» Александр Кушнарев, которого в конце 2017 года добавила в список для обмена пленными российская сторона. Впоследствии, на своей странице в Facebook, Гончаренко заявил, что этот факт свидетельствует об участии России в участии в организации этого преступления.
1 ноября 2018 года были введены российские санкции против 322 граждан Украины, включая Алексея Гончаренко. В 2018 году был одним из инициаторов номинирования Олега Сенцова на Нобелевскую премию парламентом Украины.
Участвовал в досрочных парламентских выборах 2019 года в качестве самовыдвиженца по мажоритарному округу № 137 (Балтская объединённая громада, город Подольск, Балтский, Кодымский, Окнянский, Подольский и Савранский районы Одесской области). По итогам голосования победил на округе с результатом 29,55 % (20 425 голосов), обойдя кандидата от партии «Слуга народа» Алексея Муконина (24,45 %, 16 903) и самовыдвиженца Леонида Климова (23,09 %, 15 963).
29 августа вошёл в состав фракции «Европейская солидарность».
С октября 2019 года основной инициатор и председатель межфракционного объединения «Кубань», задачей которого является разработка политики по возврату в культурное и социальное поле украинских этнических территорий.
На местных выборах 2020 года курировал избирательную кампанию «Европейской солидарности» в Одесской области.
3 июля 2020 года Гончаренко накануне президентских выборов в Беларуси инициировал создание межфракционного объединения «За демократическую Беларусь».
19 июня 2022 года создал и возглавил межфракционное объединение «За свободный Кавказ».
Один из инициаторов международной санкционной коалиции, куда вошли конгрессмены Стиви Коэн и Джо Уилсон, а также заместитель министра иностранных дел Аркадиуш Мулярчик, депутат парламента Великобритании Роберт Сили, член парламента Эстонии Эрик Кросс и член Европарламента от Литвы Пятрас Ауштрявичюс.

### ПАСЕ
В марте 2014 года, участвуя в работе сессии Конгресса местных и региональных властей Совета Европы, вместе с делегацией из Грузии, внёс предложение исключить Россию из Парламентской ассамблеи Совета Европы.
С 2015 года — член постоянной делегации Верховной Рады Украины в ПАСЕ, резкий критик нарушения прав человека Российской Федерацией. С июня 2019 года выступает против безусловного возвращения российской делегации к работе в ПАСЕ. Стал одним из инициаторов обжалования полномочий российской делегации и назначения вице-президентом ПАСЕ Петра Толстого. Считает, что без эффективного санкционного механизма Совет Европы превратится в «клуб по интересам».
В январе 2022 года Гончаренко был избран вице-президентом Комитета по миграции, беженцам и перемещённым лицам Парламентской Ассамблеи Совета Европы. 22 января 2024 года он был назначен президентом этого комитета.

### Идеология
Сторонник интеграции Украины в ЕС и НАТО. Выступает за создание объединения безопасности «Балто-Черноморский союз» и активную внешнюю культурную политику Украины. Считает, что Украине необходимо поддерживать максимально тесные взаимоотношения с США и добиваться статуса «главного союзника вне НАТО». Поддерживает европейскую модель рынка земли в Украине и ограничения снятия моратория на продажу земли.

## Скандалы

### Задержание в Москве
1 марта 2015 года Алексей Гончаренко был задержан в Москве в ходе траурного шествия в память об убитом российском оппозиционном политике Борисе Немцове. В дальнейшем он был передан СК РФ для проведения процессуальных действий по делу «о покушении на убийство и истязании гражданина Российской Федерации во время трагических событий в Одессе 2 мая 2014 года». После допроса вечером этого же дня он был отпущен из здания ОВД «Китай-город», и по состоянию на 22:00 мск президент Украины Пётр Порошенко сообщил о том, что депутат «уже на территории посольства Украины в России». На 2 марта Алексей Гончаренко был вызван на судебное заседание, где должен был быть рассмотрен составленный протокол о неповиновении сотрудникам полиции. Однако он возвратился на Украину, так как московская полиция к нему уже не имела никаких юридических претензий.
Спикер Верховной Рады Владимир Гройсман и глава украинской делегации в ПАСЕ Владимир Арьев отметили факт нарушения российской полицией дипломатического иммунитета своего однопартийца, и тем самым — международного права. По словам советника главы МВД Украины Арсена Авакова Антона Геращенко, обе стороны противостояния в Одессе не давали показаний на депутата за время конфликта, а все пострадавшие и погибшие в событиях 2 мая имели только украинское гражданство.

### Акция возле посольства Германии в Киеве
8 февраля 2017 года Алексей Гончаренко нарисовал красной краской слово «Nein» («Нет») на фрагменте Берлинской стены, установленном перед посольством Германии в Киеве. Этим действием Гончаренко выразил протест против заявления посла Германии на Украине Эрнста Райхеля, что отсутствие российских войск не является обязательным условием проведения выборов на Донбассе. В то же время, немецкая пресса осудила высказывания немецкого посла и отметила «жёсткую реакцию украинском и политиков», ссылаясь на поступок Алексея Гончаренко.
Посольство Германии на Украине выразило сожаление в связи с этим актом и отметило нарушение Венской конвенции о дипломатических сношениях, согласно которой государство пребывания посольства обязано принимать все надлежащие меры для их защиты от любого вторжения или нанесения ущерба.
Генеральный прокурор Украины Юрий Луценко заявил об открытии прокуратурой Киева уголовного дела в отношении Гончаренко по факту хулиганских действий у посольства Германии:

По факту хулиганских действий у посольства Германии прокуратурой Киева начато уголовное производство по правовой квалификации ч. 1 ст. 296 УК Украины. Органами столичной прокуратуры будет обеспечено полное, объективное и беспристрастное расследование данного факта.— 

## Критика
Во время заседания Парламентской ассамблеи Совета Европы 9 октября 2018 года Алексей Гончаренко выступил с критикой доклада о полномочиях национальных делегаций, по которому Россия могла бы восстановить все права в организации. Гончаренко во время выступления надел большие резиновые перчатки со словами, что ему без них было бы «небезопасно пожимать руки и трогать дверные ручки», намекая на обвинения России в отравлении Скрипалей. Председатель ассамблеи Лилиан Мори Паскье (Швейцария) сделала замечание украинскому депутату: «Господин Гончаренко, хочу напомнить вам, что мы находимся не на театральных подмостках, так что использовать различный реквизит для переодеваний не нужно». Европейский правозащитник Клаус Хофф заявил, что «Поистине „театральные“ выступления некоторых украинских политиков в Страсбурге являются оскорбительными как для самой ПАСЕ, так и Генерального секретаря Совета Европы. Подобное поведение позорит Украину, стремящуюся занять своё место в ЕС и стать полноправной частью объединённой Европы». По словам Гончаренко, таким способом он попытался напомнить об опасности и токсичности российской делегации в случае её возвращения в ПАСЕ.
Из-за обращения в Генпрокуратуру нардепа Игоря Мосийчука было открыто уголовное производство против Алексея Гончаренко по статьям 110, 116 УК. Позже производство было закрыто, сам Гончаренко назвал такие обвинения со стороны Мосийчука безосновательными.

## Доходы
Согласно данным электронной декларации, за 2016 год Алексей Гончаренко заработал в качестве депутата 152,8 тыс. гривен, также он получил 166,36 тыс. гривен компенсации за аренду жилья и 26,4 тыс. гривен компенсации за поездки по территории страны. Вклады в банках принесли Гончаренко 97 тыс. гривен. Его супруга от предпринимательской деятельности получила 1,43 млн гривен. На счетах в банках у депутата было 177 тыс. гривен и 54,5 тыс. евро, а также 45 тыс. долларов наличных средств. Из недвижимости были задекларированы две квартиры — в Киеве (площадью 141,2 м²) и Одессе (площадью 75,5 м²); Ольге Гончаренко принадлежит квартира в Николаеве площадью 54,5 м².

## Семья
Родители расстались, когда ему было три года. Был после этого записан на фамилию матери.
Мать — Марина Фёдоровна Гончаренко, в 1982—1983 годах работала в Одесском порту, затем в музее Морского флота, потом учителем в школе № 62 и Приморском лицее.
Отец — Алексей Алексеевич Костусев — бывший мэр Одессы.
Женат. С супругой Ольгой Ярославовной Гловой учились в одной группе в медицинском университете, Ольга занимается бизнесом. Воспитывают сыновей Алексея и Кирилла. Алексей учится в одном из одесских университетов, Кирилл ходит в начальную школу в Одессе. 